# De witte slang (Grimm)
De witte slang is een sprookje, opgetekend door de gebroeders Grimm in Kinder- und Hausmärchen onder nummer KHM17. De oorspronkelijke naam is Die weiße Schlange.
Er is ook een Marokkaans sprookje met dezelfde naam, zie De witte slang.

## Het verhaal uit Duitsland
Lang geleden leefde er een koning die beroemd was om zijn wijsheid. Na de lunch laat hij elke dag een schaal naar zich brengen. Niemand weet wat erin zit en na een tijd wordt de dienaar zo nieuwsgierig dat hij de schaal meeneemt naar zijn kamer. Hij kijkt onder het deksel en ziet een witte slang en proeft hiervan. Zodra het zijn tong raakt, hoort hij stemmetjes en vreemd gefluister bij het raam. Hij merkt dat het de mussen zijn en ziet in dat hij nu de taal van de dieren kan verstaan. De koningin is diezelfde dag haar mooiste ring verloren en de verdenking valt op de dienaar. Als de dienaar de dief de volgende dag niet bij de koning brengt, zal hij zelf terechtgesteld worden. In de tuin ziet de dienaar eenden bij een stromend beekje, ze praten over een ingeslikte ring.
De dienaar pakt de eend en laat de kok het dier slachten, waarna de ring gevonden wordt. De koning wil zijn onrechtvaardigheid goedmaken en belooft zijn dienaar de hoogste erebaan aan het hof. Maar dit wordt afgeslagen en de dienaar vraagt een paard en reisgeld, want hij wil de wereld zien. Bij een vijver ziet de dienaar drie vissen die verstrikt zijn in een net, hij bevrijdt de dieren en ze beloven hem deze goede daad terug te betalen. Dan ziet de dienaar een mierenkoning en laat zijn paard omlopen, waarna ook de mierenkoning hem bedankt. De dienaar ziet een ravenpaar de kinderen het nest uit jagen en de man doodt zijn paard en laat de jonge raven ervan eten. De man loopt door en komt bij een grote stad waar hij hoort dat de koningsdochter een man zoekt. Er moet een levensgevaarlijke opdracht worden volbracht, voordat het huwelijk plaats kan vinden.
Een gouden ring wordt in de zee gegooid en de man moet deze opduiken. De drie vissen komen aangezwommen en in een schelp brengen ze de man de gouden ring. De man brengt de ring naar de koning, maar als de koningsdochter hoort dat hij van lagere komaf is moet hij nog een opdracht uitvoeren. Ze gooit tien zakken gierst in de tuin en hij moet elke korrel oprapen voor zonsopgang. De volgende ochtend blijkt al het gierst in de zakken te zitten, de mierenkoning heeft zijn volk 's nachts aan het werk gezet. Maar opnieuw eist de koningsdochter dat er een nieuwe proef zal moeten worden uitgevoerd en ze laat de man een appel van de boom des levens zoeken. De man gaat op weg en loopt door drie koninkrijken, waarna hij uitrust onder een boom. Dan valt er een gouden appel in zijn hand en drie raven vliegen naar hem toe. Ze zijn naar het einde van de wereld gevlogen omdat hij hen van de hongerdood heeft gered en de man brengt de appel naar de koningsdochter. Ze eten hem samen op en het hart van de koningsdochter wordt gevuld met liefde, waarna ze gelukkig een hoge leeftijd bereiken.

## Achtergronden bij het verhaal
- Het sprookje komt uit de omgeving van Hanau.
- De slang staat in veel culturen voor de hoogste wijsheid en geneeskracht, Asklepios (de farao met de slang op zijn kroon, Mozes geneest zijn volk met een koperen slang). In sprookjes kan iemand die een slang eet de taal van de dieren verstaan, het motief is ook bekend uit de Siegfried-sage.
- Het sparen van dieren die later behulpzaam zijn, komt voor in De oude Sultan (KHM48), De twee gebroeders (KHM60), De bijenkoningin (KHM62) en Het zeehaasje (KHM191). Het zijn dieren op, onder en boven de aarde.
- De appel des levens is verwant met de appel van Eva, het levenslot dat men op moet eten.
- Appels spelen in veel verhalen een rol, denk bijvoorbeeld aan de Gouden appels van de Hesperiden of de appels der jeugd van Iðunn.
- Het dier als helper komt in heel veel sprookjes voor:
  - een beer in De twee gebroeders (KHM60)
  - een bij in De bijenkoningin (KHM62) en De twee reisgezellen (KHM107)
  - duiven in Assepoester (KHM21), De drie talen (KHM33) en De oude vrouw in het bos (KHM123)
  - een eend in De bijenkoningin (KHM62) en De twee reisgezellen (KHM107)
  - een geit in Eenoogje, tweeoogje en drieoogje (KHM130)
  - een haan in De drie gelukskinderen (KHM70)
  - een haas in De twee gebroeders (KHM60)
  - een hond in De drie talen (KHM33) en De oude Sultan (KHM48)
  - een kat in De drie gelukskinderen (KHM70) en De arme molenaarsknecht en het katje (KHM106)
  - een leeuw in De twee gebroeders (KHM60), De twaalf jagers (KHM67) en De koningszoon die nergens bang voor was (KHM121)
  - mieren in De bijenkoningin (KHM62)
  - een ooievaar in De twee reisgezellen (KHM107)
  - een paard in De ganzenhoedster (KHM89)
  - een pad in De drie veren (KHM63) en De ijzeren kachel (KHM127)
  - een raaf in Het boerke (KHM61)
  - drie raven in De trouwe Johannes (KHM6)
  - een schimmel in Fernand getrouw en Fernand ontrouw (KHM126)
  - een slang in De drie slangenbladeren (KHM16)
  - een veulen in De twee reisgezellen (KHM107)
  - een vis in Van de visser en zijn vrouw (KHM19), De goudkinderen (KHM85), Fernand getrouw en Fernand ontrouw (KHM126) en Het zeehaasje (KHM191)
  - een vogel in Assepoester (KHM21), De drie talen (KHM33) en De roverbruidegom (KHM40)
  - een vos in De gouden vogel (KHM57), De twee gebroeders (KHM60) en Het zeehaasje (KHM191)
  - een wolf in De twee gebroeders (KHM60)